# Геологический словарь
«Геологический словарь» — енциклопедичне видання, яке було підготовлене і видане в Росії. Перше видання — 1950–1953 рр. (11 тис. термінів і терміносполучень). Потім вийшли нові редакції Словника у 1973 та 1978 рр. у 2-х томах.
У словнику наводяться визначення термінів, понять та назв в галузі геології, геофізики, геохімії, частково — екології, гірництва. Видання корисне для геологів-розвідників, гірників, викладачів ВНЗ, аспірантів та працівників суміжних спеціальностей.